# Tridactyle phaeocephala
Tridactyle phaeocephala är en orkidéart som beskrevs av Victor Samuel Summerhayes. Tridactyle phaeocephala ingår i släktet Tridactyle och familjen orkidéer. Inga underarter finns listade i Catalogue of Life.